# Couasnon
Ne doit pas être confondu avec le Couesnon, fleuve côtier d'Ille-et-Vilaine, de la Manche et de la Mayenne qui se jette dans la baie du mont Saint-Michel.
Le Couasnon est une rivière du Baugeois, dans la région Pays de la Loire, du département Maine-et-Loire, et un affluent droit de l'Authion, donc un sous-affluent de la Loire.

## Géographie
Le Couasnon prend sa source sur le territoire d'Auverse, à 82 mètres d'altitude au lieu-dit « les Auversettes », en limite de la commune de Noyant.
Sa longueur est de 34,8 km, (55 km si l'on ajoute les différents bras de dérivations qui alimentent les moulins)[réf. nécessaire] pour une largeur moyenne de 3,50 mètres. Le Couasnon traverse les communes du Baugeois (orientation Est Ouest) de Chavaignes, Lasse, Pontigné, Baugé, (orientation Nord Sud) du Vieil-Baugé, Fontaine-Guérin, Gée, Beaufort et Mazé, pour se jeter ensuite dans l'Authion, à 18 mètres d'altitude, en deux bras, à Mazé au « Gué de Mazé » et à Beaufort-en-Vallée au lieu dit « le Gué d'Anjan ».
Plusieurs ouvrages hydrauliques ponctuent le cours d'eau, tels les moulins et les clapets amovibles. Environ deux tiers du débit du Couasnon sont dérivés dans les biefs et les ouvrages des moulins.
Des barrages avaient été édifiés afin de créer des retenues d'eau pour irriguer les terres environnantes. mais cela a entrainé une stagnation des eaux et une prolifération des nénuphars. Le démantèlement d'une partie des barrages et l'abaissement des seuils à clapets pour d'autres, a engendré une baisse du niveau des eaux et un étiage très bas lors des sécheresses estivales de ces dernières années.
Le débit moyen du Couasnon est de 300 à 400 litres en hiver et de 100 litres l’été.

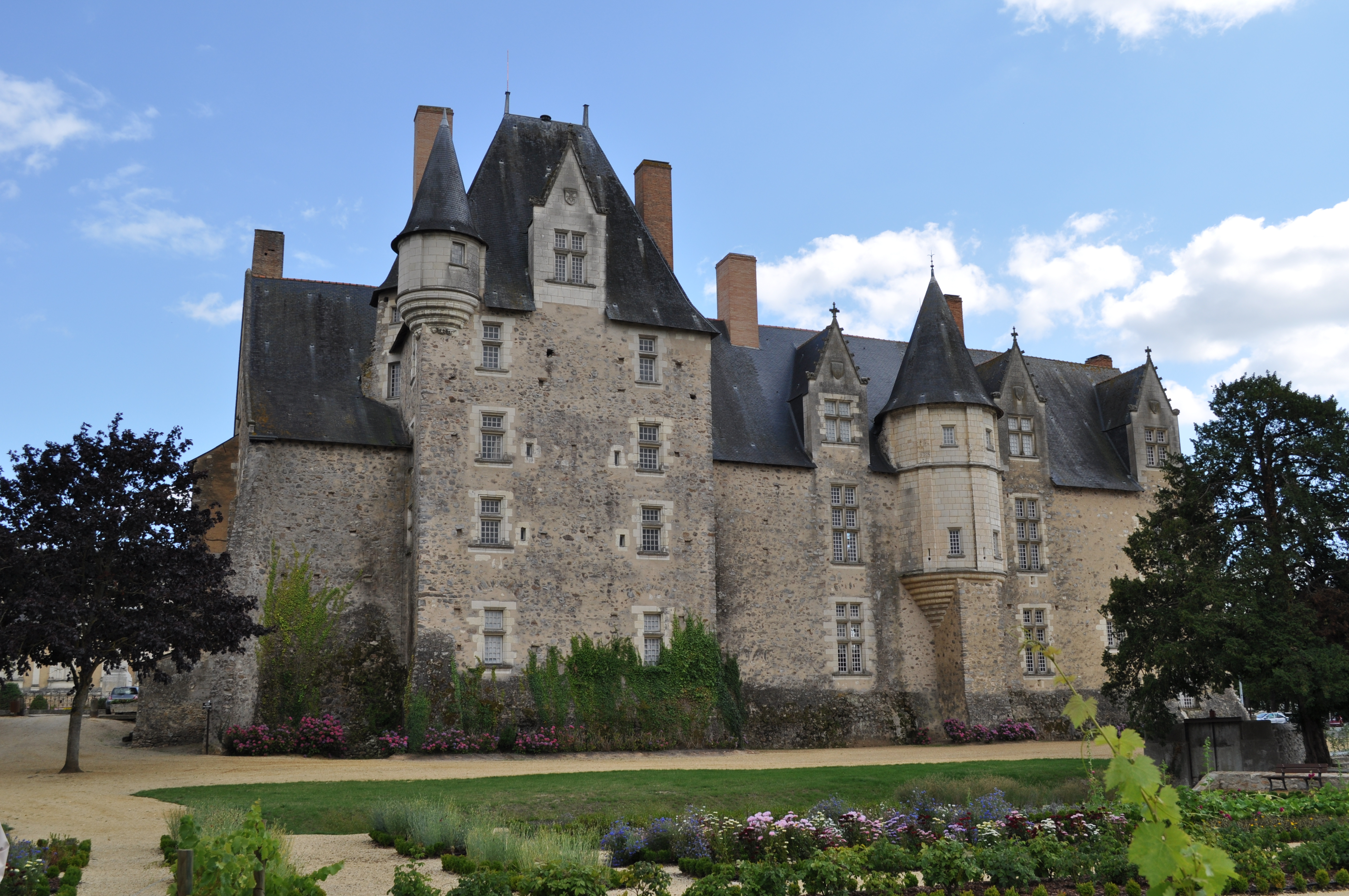
Façade arrière du château de Baugé.

Le Couasnon reçoit les eaux de la rivière Altrée en aval du château de Baugé.

## Affluents
Le Couasnon a huit tronçons affluents référencés dont :
- le ruisseau de Vilaine (rd), 2,2 km sur la seule commune de Pontigné.
- le ruisseau l'Altrée (rd), 5 km sur les trois communes de Saint-Martin-d'Arce (source), Pontigné, Baugé-en-Anjou (confluence).
  - Géoportail ajoute un affluent le ruisseau de la Vieille Coulée.
- trois bras (rg), donc affluent et défluent pour un total de 14,3 km, appelé ruisseau de Bréné, ruisseau des rivières sur les six communes de Beaufort-en-Vallée, Gée, Mazé, Fontaine-Guérin, Le Vieil-Bauge, Baugé-en-Anjou avec un affluent :
  - le ruisseau de Bréné (rg), 9,2 km sur les quatre communes de Beaufort-en-Vallée, Brion, Cuon, Fontaine-Guérin.
- le Brocard (rg), 14,4 km sur six communes avec un bras (affluent et défluent).
- le Gadon (rd), 14,4 km sur huit communes avec cinq tronçons affluents.
- le Tarry (rd), 13,6 km sur huit communes avec deux affluents.